# 马粤慧

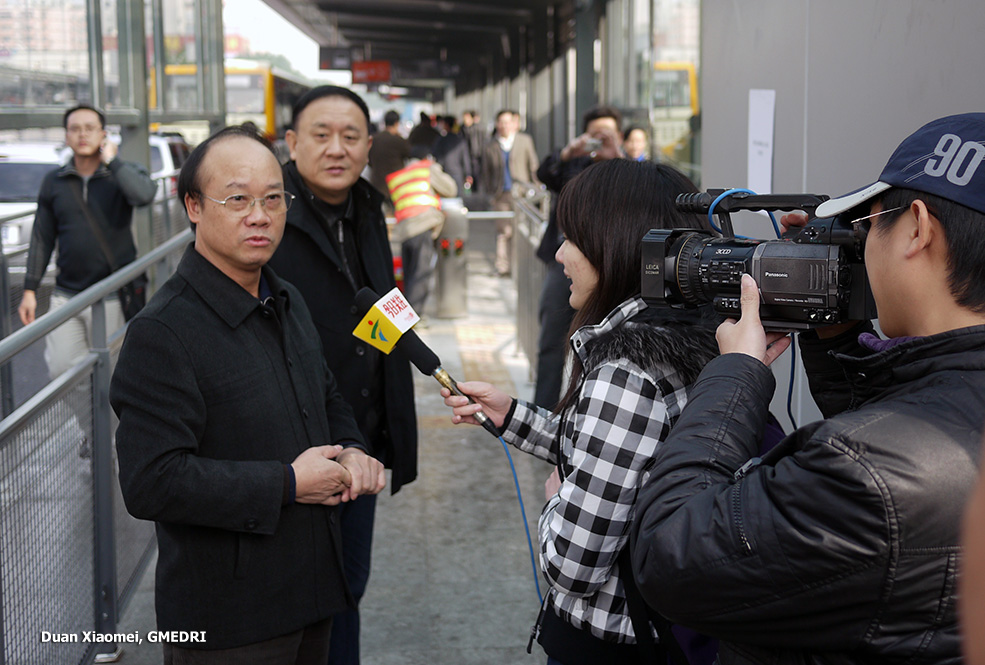
马粤慧在广州BRT开通前采访时任广州市副市长苏泽群

马粤慧（1984年12月2日—），现为广东广播电视台节目主持。2006年毕业于广东外语外贸大学英文学院文化与传播专业，曾担任过平面模特，2000年参与第一届“广州市花季少女大赛”竞选，获得亚军。大学毕业后入职广东电视台（即广东广播电视台前身），担任节目《今日关注》任职记者，2012年转任主持至今。